# Ocilla
Ocilla è una città degli Stati Uniti d'America, situata in Georgia, nella Contea di Irwin, della quale è il capoluogo.